# 제네시스 엑스 스피디움 쿠페
제네시스 엑스 스피디움 쿠페(영어: Genesis X Speedium Coupe)는 전기차 디자인의 방향성을 담은 콘셉트 모델이다.

## 상세
2022년 4월 13일, 제네시스 엑스 스피디움 쿠페 첫 공개 후 8월 22일 내장 디자인이 공개됐다. 2021년 3월에 공개된 제네시스 엑스에서 한 단계 발전된 콘셉트 모델이다. 차명은 전동화 시대에도 운전의 즐거움이라는 가치는 계속 추구돼야 한다는 신념이 반영됐다.
전면부는 제네시스의 대표적인 디자인 요소인 두 줄과 윙 페이스가 가장 큰 특징이다. 크레스트 그릴 디자인을 두 줄로 재해석했으며 주행등, 하향등, 상향등, 방향지시등이 통합된 헤드램프로 구성됐다. 후면부는 상단에 위치한 V자 모양의 브레이크등이 타원 형태의 트렁크와 대비를 이루며 디자인됐다. 또한, 엑스 스피디움 쿠페는 위에서 내려다봤을 때 보여지는 모래시계 실루엣을 적용한 스타일링과 후드에서 시작해 후면부 끝까지 이어지는 파라볼릭 라인이 특징이다.
내부는 운전자 중심으로 설계된 칵핏에 곡선형 유기발광다이오드 디스플레이가 배치됐으며, 운전석 오른쪽에 위치한 터치식 UI 디자인의 세로형 디스플레이는 차량 시동, 멀티미디어 재생 등 기능 조작이 가능하다. 또한 플로팅 센터 콘솔 및 트위터, 미드레인지, 우퍼, 서브우퍼 등 여러 개의 스피커로 구성된 음향 시스템 등이 적용됐다.
가죽 내장재는 식물유래 성분으로 가공한 베지터블 가죽과 일반 가죽에 비해 적은 양의 물과 화학 약품을 사용한 그레인 가죽이 적용됐다. 트렁크는 지-매트릭스 패턴을 활용한 X자 형태의 스트랩이 적용됐다.
외장 컬러는 인제 그린(Inje Green)이 적용됐다. 내장 컬러는 파인 그로브 그린(Pinegrove Green)이 운전석에 적용됐으며, 동승석에는 몬터레인 골드 컬러가 적용됐다.

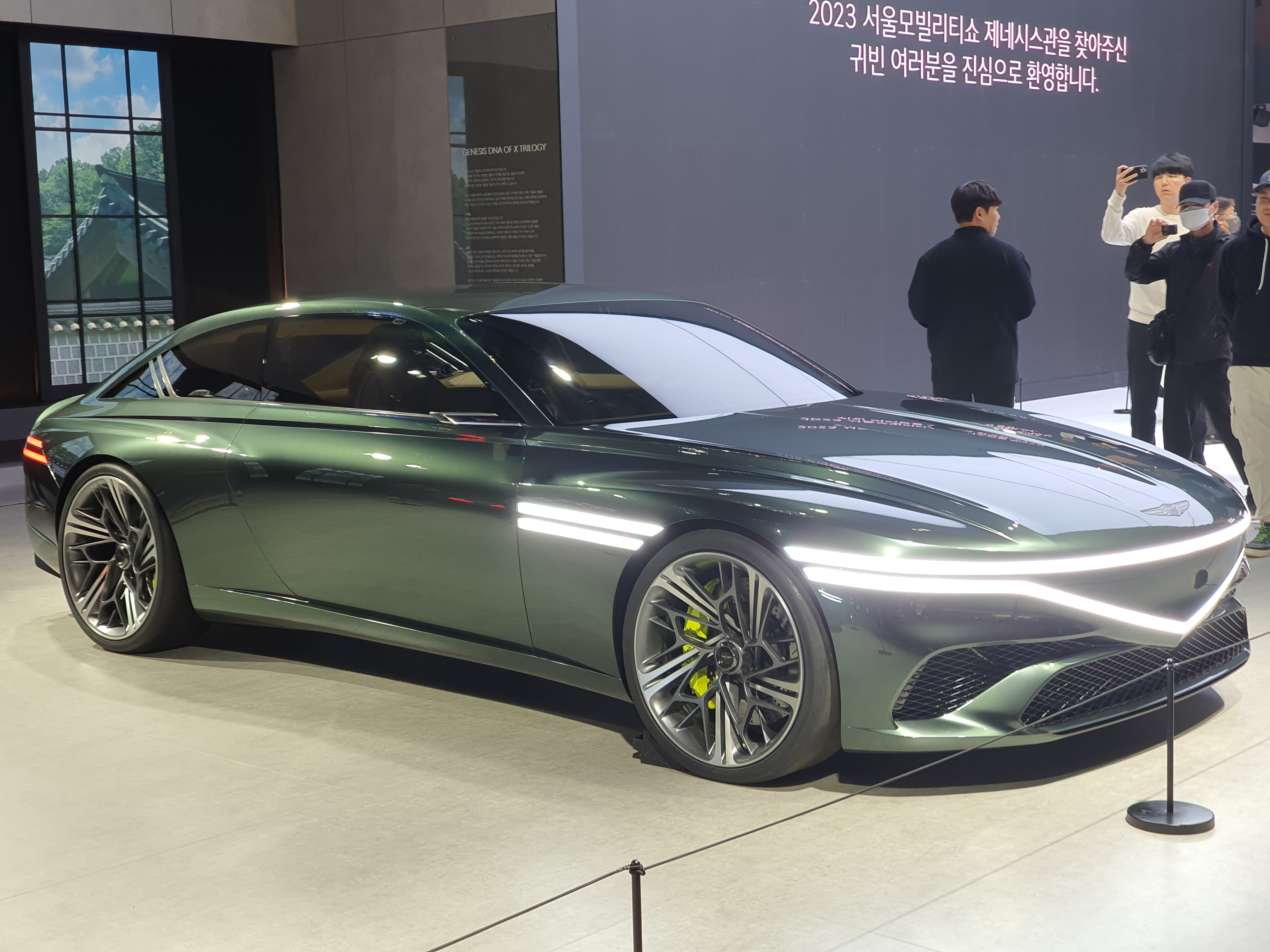
제네시스 X 스피디움 쿠페 전면
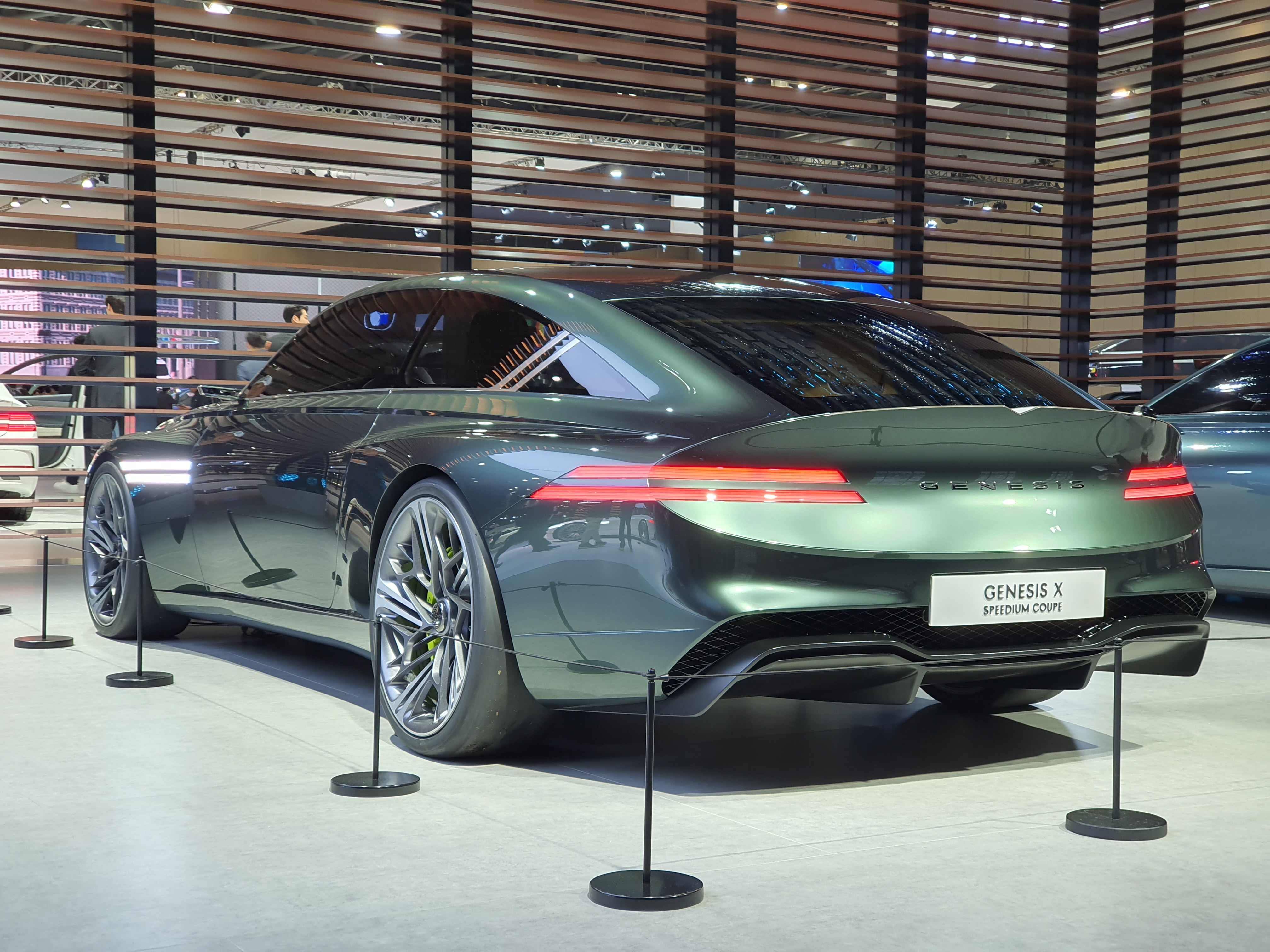
제네시스 X 스피디움 쿠페 후면

## 같이 보기
- 제네시스
- 제네시스 엑스
- 에센시아 콘셉트